# Технически университет на Молдова
Технически университет на Молдова (на румънски: Universitatea Tehnică a Moldovei) е висше учебно заведение в град Кишинев, Молдова.

## История
Техническия университет на Молдова е основан през 1964 година под името Кишиневски политехнически институт „Сергей Лазо“, като център за инженерни и икономически специалности към Държавния университет на Молдова. Университетът започва с 5140 студенти и 278 преподаватели в 5 факултета: електротехнически, машинен, технологичен, строителен, икономически.

## Факултети
Университетът предлага курсове за около 80 специалности и специализации, в рамките на 10 факултета:
- Факултет по енергетика
- Факултет по инженерство и мениджмънт в механиката
- Факултет по инженерство и мениджмънт в машиностроенето
- Факултет по радиоелектроника и телекомуникации
- Факултет на компютри, информатика и микроелектроника
- Факултет на технология и мениджмънт в хранително-вкусовата промишленост
- Факултет по лека промишленост
- Факултет по урбанизъм и архитектура
- Факултет по кадастър, геодезия и строителство
- Факултет на икономическо инженерство и бизнес